# Chiriquacris
Chiriquacris is een geslacht van rechtvleugeligen uit de familie veldsprinkhanen (Acrididae). De wetenschappelijke naam van dit geslacht is voor het eerst geldig gepubliceerd in 2005 door Rowell & Bentos-Pereira.

## Soorten
Het geslacht Chiriquacris  is monotypisch en omvat slechts de volgende soort:
- Chiriquacris quadrimaculata (Rowell & Bentos-Pereira, 2005)